# 十二條鋸鱗鰕虎
十二條鋸鱗鰕虎（学名：Priolepis cincta），又名橫帶鋸鱗鰕虎魚，为鰕虎科鋸鱗鰕虎魚屬下的一个种。